# M11 (astronomia)
M 11 (noto talvolta anche come Ammasso dell'Anitra selvatica o con la sigla NGC 6705) è un ammasso aperto visibile nella costellazione dello Scudo.
Fu scoperto da Gottfried Kirch nel 1681, fu risolto in stelle nel 1733 da William Derham, Charles Messier lo incluse nel suo catalogo nel 1764.

## Osservazione

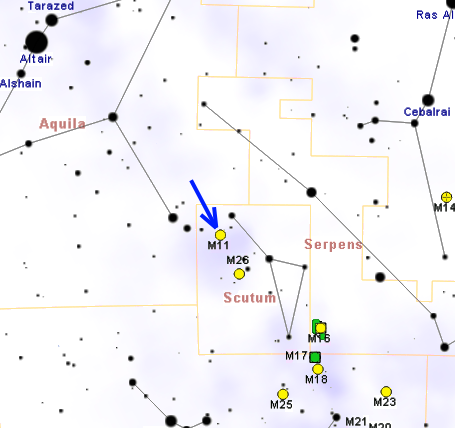
Mappa per individuare M11.

M11 si individua con facilità circa 2° a sudest dalla stella λ Aquilae, o a 1,5° a sud della stella β Scuti, e giace in un campo di stelle molto ricco, a causa della presenza di grandi nubi stellari della Via Lattea; è visibile senza difficoltà anche con un binocolo come un 10x50, sebbene la risoluzione sia estremamente difficoltosa e l'aspetto rimanga nebuloso. Un telescopio da 120-150mm lo risolve quasi completamente, mostrando decine di componenti molto vicine fra loro, la cui luminosità è compresa fra la nona e la tredicesima magnitudine. Le stelle diventano centinaia con strumenti più potenti e l'aspetto ricorda quello di un ammasso globulare, sebbene non lo sia.
M11 può essere osservato con discreta facilità da tutte le aree popolate della Terra, grazie al fatto che è situata a una declinazione non eccessivamente australe: soltanto in alcune aree del Nord Europa e del Canada, oltre il circolo polare artico, la sua visibilità può risultare difficoltosa, mentre nell'Europa centrale appare già discretamente alto; dall'emisfero sud l'ammasso è ben visibile alto nelle notti dell'inverno australe e nella sua fascia tropicale può vedersi perfettamente allo zenit. Il periodo migliore per la sua osservazione nel cielo serale è quello compreso fra giugno e ottobre.

## Storia delle osservazioni
Gottfried Kirch fu il primo a scoprire M11, già nel 1681; altri studiosi dell'epoca, come Philippe Loys de Chéseaux, definendolo già come un ammasso di stelle molto ricco; Charles Messier lo inserì nel suo catalogo e lo descrisse a sua volta, indicandolo come un oggetto compatto. William Herschel scrisse che appariva come formato da diversi agglomerati di stelle, mentre l'ammiraglio Smyth gli diede il nome Anitra selvatica, ricordandogli il volo di uno stormo di anatre. John Herschel lo descrisse come largo, ricco e composto da stelle dalla dodicesima alla quindicesima magnitudine.

## Caratteristiche
M11 è uno dei più ricchi e densi ammassi aperti conosciuti: contiene infatti circa 2900 componenti accertate; fra queste circa 400 sono più luminose della magnitudine 14. Dista 6000 anni luce dalla Terra e ha un'età stimata di 250 milioni di anni.
La densità di stelle nell'ammasso è stata stimata in circa 83 stelle per parsec cubico nelle vicinanze del centro, e in circa 10 stelle per parsec cubico intorno alla metà del suo raggio. La stella più luminosa dell'ammasso ha una magnitudine apparente di 8,5.

### Libri
- (EN) Stephen James O'Meara, Deep Sky Companions: The Messier Objects, Cambridge University Press, 1998, ISBN 0-521-55332-6.

### Carte celesti
- Toshimi Taki, Taki's 8.5 Magnitude Star Atlas, su geocities.jp, 2005. URL consultato il 7 novembre 2010 (archiviato dall'url originale il 5 novembre 2018). - Atlante celeste liberamente scaricabile in formato PDF.
- Tirion, Rappaport, Lovi, Uranometria 2000.0 - Volume II - The Southern Hemisphere to +6°, Richmond, Virginia, USA, Willmann-Bell, inc., 1987, ISBN 0-943396-15-8.
- Tirion, Sinnott, Sky Atlas 2000.0 - Second Edition, Cambridge, USA, Cambridge University Press, 1998, ISBN 0-933346-90-5.
- Tirion, The Cambridge Star Atlas 2000.0, 3ª ed., Cambridge, USA, Cambridge University Press, 2001, ISBN 0-521-80084-6.